# دین کلارک (بازیکن فوتبال)
دین کلارک (انگلیسی: Dean Clark؛ زادهٔ ۳۱ مارس ۱۹۸۰) بازیکن فوتبال اهل بریتانیا است.
از باشگاه‌هایی که در آن بازی کرده‌است می‌توان به باشگاه فوتبال ووکینگ، باشگاه فوتبال نورتوود، باشگاه فوتبال بیکنزفیلد، باشگاه فوتبال سلو تاون، باشگاه فوتبال برنتفورد، باشگاه فوتبال هیز، و باشگاه فوتبال اوکسبریج اشاره کرد.